# Glyphodes chrysialis
Glyphodes chrysialis is een vlinder uit de familie van de grasmotten (Crambidae), uit de onderfamilie van de Spilomelinae. De wetenschappelijke naam van deze soort is voor het eerst voorgesteld als Phalaena Pyralis chrysialis door Caspar Stoll in een publicatie uit 1790.
De soort komt voor in Ghana, Nigeria, Gabon, Congo-Kinshasa, Zuid-Afrika.